# Сен-Гуссо
Сен-Гуссо́ (фр. Saint-Goussaud) — коммуна во Франции, находится в регионе Лимузен. Департамент коммуны — Крёз. Входит в состав кантона Беневан-л’Аббеи. Округ коммуны — Гере.
Код INSEE коммуны — 23200.

## Население
Население коммуны на 2010 год составляло 199 человек.
| 1962 | 1968 | 1975 | 1982 | 1990 | 1999 | 2010 |
| ---- | ---- | ---- | ---- | ---- | ---- | ---- |
| 407  | 353  | 285  | 271  | 238  | 213  | 199  |

## Экономика
В 2010 году среди 106 человек трудоспособного возраста (15—64 лет) 72 были экономически активными, 34 — неактивными (показатель активности — 67,9 %, в 1999 году было 61,3 %). Из 72 активных жителей работали 65 человек (32 мужчины и 33 женщины), безработных было 7 (5 мужчин и 2 женщины). Среди 34 неактивных 6 человек были учениками или студентами, 19 — пенсионерами, 9 были неактивными по другим причинам.